# Carta Mundial de la Naturaleza
Carta Mundial de la Naturaleza ( es la denominación de la resolución 37/7 de la Asamblea General de las Naciones Unidas, aprobada el 28 de octubre de 1982. Proclama cinco principios de conservación según los cuales debe guiarse, y ser juzgada, toda conducta humana que afecte a la naturaleza.
1. La naturaleza debe ser respetada y sus procesos esenciales no deben ser perturbados.
2. La viabilidad genética de la Tierra no debe comprometerse; los niveles poblacionales de todas las formas de vida, salvajes y domesticadas, deben ser al menos suficientes para su supervivencia, y para tal fin los hábitats deben ser salvaguardados.
3. Todas las zonas de la Tierra, tanto terrestres como marítimas, deben quedar sujetas a estos principios de conservación; debe darse especial protección a las áreas únicas, a los ejemplos representativos de todos los diferentes tipos de ecosistemas y a los hábitats de las especies en peligro.
4. Los ecosistemas y organismos, así como la tierra, el mar y los recursos atmosféricos utilizados por el hombre, deben gestionarse para alcanzar y mantener una óptima productividad sostenible, pero no de tal manera que ponga en peligro la integridad de otras especies o ecosistemas con los que coexistan.
5. La naturaleza debe ser protegida contra la degradación causada por la guerra u otras actividades hostiles.[2]

La votación fue aprobada por 111 a favor, uno en contra (el de los Estados Unidos de América) y 18 abstenciones.